# Grand Prix na Żużlu 2017
Grand Prix IMŚ 2017 (SGP) – dwudziesty trzeci sezon walki najlepszych żużlowców świata o medale w formule Grand Prix. W sezonie 2017 o tytuł walczyło 15 stałych uczestników cyklu (w każdym z turniejów GP wystąpi dodatkowo zawodnik z „dziką kartą”).

## Uczestnicy Grand Prix
Czwarty raz w historii cyklu Grand Prix stali uczestnicy mieli prawo wyboru własnych numerów startowych. Zawodnicy z wybranymi numerami w sezonie 2017 występują we wszystkich turniejach (ośmiu z Grand Prix 2016, trzech z eliminacji do GP 2016 oraz czterech nominowanych przez Komisję Grand Prix; ang. SGP Commission). Dodatkowo na każdą rundę Komisja Grand Prix przyznaje „dziką kartę” oraz dwóch zawodników zapasowych (rezerwy toru). Komisja Grand Prix wpisała również trzech zawodników na listę kwalifikowanej rezerwy (zawodnicy kwalifikowanej rezerwy), który w wyniku np. kontuzji zastąpią stałego uczestnika cyklu w danej rundzie.

### Stali uczestnicy
| Nr  | Zawodnik               | Miejsce w 2016 | Występ | Lata występowania                                 |
| --- | ---------------------- | -------------- | ------ | ------------------------------------------------- |
| 45  | Greg Hancock           | 1              | 23     | 1995–2016                                         |
| 108 | Tai Woffinden          | 2              | 6      | 2010, 2011, 2013–2016                             |
| 95  | Bartosz Zmarzlik       | 3              | 2      | 2012-2015, 2016                                   |
| 23  | Chris Holder           | 4              | 8      | 2010–2016                                         |
| 69  | Jason Doyle            | 5              | 3      | 2015-2016                                         |
| 777 | Piotr Pawlicki         | 6              | 2      | 2015, 2016                                        |
| 85  | Antonio Lindbäck       | 7              | 8      | 2004, 2005–2007, 2009–2010, 2011–2013, 2015, 2016 |
| 88  | Niels Kristian Iversen | 8              | 7      | 2004–2005, 2006, 2008, 2009–2010, 2013–2016       |
| 55  | Matej Žagar            | 9              | 7      | 2003–2005, 2006–2007, 2008–2009, 2011, 2013–2016  |
| 71  | Maciej Janowski        | 10             | 3      | 2008, 2012, 2014, 2015-2016                       |
| 66  | Fredrik Lindgren       | 11             | 8      | 2004, 2006–2007, 2008–2014, 2016                  |
| 12  | Nicki Pedersen         | 13             | 17     | 2000, 2001–2016                                   |
| 692 | Patryk Dudek           | 17             | 1      | 2016                                              |
| 54  | Martin Vaculík         | —              | 2      | 2012, 2013                                        |
| 89  | Emil Sajfutdinow       | —              | 6      | 2009–2013                                         |

### Stali rezerwowi
| Nr  | Zawodnik              | Uwagi                       |
| --- | --------------------- | --------------------------- |
| 25  | Peter Kildemand       |                             |
| 84  | Martin Smolinski      |                             |
| 46  | Max Fricke            |                             |
| 225 | Václav Milík          | wyznaczony w trakcie sezonu |
| 52  | Michael Jepsen Jensen | wyznaczony w trakcie sezonu |
| 29  | Andžejs Ļebedevs      | wyznaczony w trakcie sezonu |

## Kalendarz 2017
| Lp. | Data            | Grand Prix        | Stadion                  | Miasto              | Zwycięzca        |        |
| --- | --------------- | ----------------- | ------------------------ | ------------------- | ---------------- | ------ |
| 1   | 29 kwietnia     | Słowenii          | im. Matije Gubca         | Krško               | Martin Vaculík   | Wyniki |
| 2   | 13 maja         | Polski I          | Narodowy                 | Warszawa            | Fredrik Lindgren | Wyniki |
| 3   | 27 maja         | Łotwy             | Latvijas spīdveja centrs | Dyneburg            | Piotr Pawlicki   | Wyniki |
| 4   | 10 czerwca      | Czech             | Markéta                  | Praga               | Jason Doyle      | Wyniki |
| 5   | 24 czerwca      | Danii             | CASA Arena               | Horsens             | Maciej Janowski  | Wyniki |
| 6   | 22 lipca        | Wielkiej Brytanii | Millennium               | Cardiff             | Maciej Janowski  | Wyniki |
| 7   | 12 sierpnia     | Szwecji           | G&B Arena                | Målilla             | Bartosz Zmarzlik | Wyniki |
| 8   | 26 sierpnia     | Polski II         | im. Edwarda Jancarza     | Gorzów Wielkopolski | Tai Woffinden    | Wyniki |
| 9   | 9 września      | Niemiec           | Bergring Arena           | Teterow             | Matej Žagar      | Wyniki |
| 10  | 23 września     | Sztokholmu        | Friends Arena            | Solna               | Matej Žagar      | Wyniki |
| 11  | 7 października  | Polski III        | Motoarena                | Toruń               | Patryk Dudek     | Wyniki |
| 12  | 28 października | Australii         | Etihad                   | Melbourne           | Jason Doyle      | Wyniki |

## Wyniki i klasyfikacje
| Zawodnik zakwalifikowany do przyszłorocznego GP |
| Stali uczestnicy                                |
| Dzika karta, stali rezerwowi, rezerwa toru      |

| Lp.                         | Zawodnik                    | Suma | SVN | PL1 | LAT | CZE | DNK | GBR | SWE | PL2 | DEU | STK | PL3 | AUS |
| 1                           | (69) Jason Doyle            | 161  | 12  | 15  | 10  | 13  | 15  | 13  | 5   | 14  | 17  | 18  | 10  | 19  |
| 2                           | (692) Patryk Dudek          | 143  | 13  | 9   | 16  | 13  | 14  | 10  | 5   | 13  | 11  | 6   | 18  | 15  |
| 3                           | (108) Tai Woffinden         | 131  | 8   | 13  | 9   | 7   | 11  | 9   | 14  | 18  | 5   | 6   | 15  | 16  |
| 4                           | (71) Maciej Janowski        | 122  | 6   | 16  | 13  | 6   | 17  | 17  | 13  | 6   | 7   | 7   | 5   | 9   |
| 5                           | (95) Bartosz Zmarzlik       | 121  | 6   | 12  | 6   | 8   | 7   | 16  | 15  | 10  | 2   | 12  | 14  | 13  |
| 6                           | (89) Emil Sajfutdinow       | 117  | 12  | 6   | 13  | 2   | 14  | 11  | 10  | 11  | 11  | 12  | 7   | 8   |
| 7                           | (55) Matej Žagar            | 107  | 10  | 1   | 10  | 4   | 11  | 12  | 3   | 7   | 15  | 13  | 11  | 10  |
| 8                           | (66) Fredrik Lindgren       | 107  | 16  | 16  | 5   | 6   | 8   | 7   | 18  | 11  | 11  | 9   | –   | –   |
| 9                           | (54) Martin Vaculík         | 99   | 16  | 10  | 8   | 10  | 1   | 4   | 10  | 7   | 14  | 5   | 5   | 9   |
| 10                          | (23) Chris Holder           | 85   | 6   | 6   | 4   | 11  | 7   | 10  | 6   | 2   | 14  | 9   | 7   | 3   |
| 11                          | (777) Piotr Pawlicki        | 81   | 7   | 7   | 18  | 7   | 4   | 1   | 6   | 9   | 4   | 6   | 10  | 2   |
| 12                          | (85) Antonio Lindbäck       | 77   | 2   | 6   | 4   | 9   | 8   | 7   | 19  | 5   | 4   | 8   | 1   | 4   |
| 13                          | (25) Peter Kildemand        | 60   | –   | –   | 1   | 8   | 3   | 10  | 4   | –   | 10  | 10  | 8   | 6   |
| 14                          | (45) Greg Hancock           | 45   | 11  | 4   | 5   | 18  | 7   | 0   | –   | –   | –   | –   | –   | –   |
| 15                          | (88) Niels Kristian Iversen | 44   | 9   | 9   | 7   | 3   | 3   | 7   | 6   | –   | –   | –   | –   | –   |
| 16                          | (16,225) Václav Milík       | 31   | –   | –   | –   | 13  | –   | –   | –   | 7   | –   | –   | 11  | –   |
| 17                          | (84) Martin Smolinski       | 25   | –   | –   | –   | –   | –   | –   | 1   | 4   | 8   | 4   | 2   | 6   |
| 18                          | (46) Max Fricke             | 11   | –   | –   | –   | –   | –   | –   | –   | –   | 1   | 6   | 4   | –   |
| 19                          | (18,16) Paweł Przedpełski   | 10   | –   | ns  | –   | –   | –   | –   | –   | –   | –   | –   | 10  | –   |
| 20                          | (52) Michael Jepsen Jensen  | 8    | –   | –   | –   | –   | –   | –   | –   | 8   | –   | –   | –   | –   |
| 21                          | (16) Maksims Bogdanovs      | 8    | –   | –   | 8   | –   | –   | –   | –   | –   | –   | –   | –   | –   |
| 21                          | (12) Nicki Pedersen         | 8    | 3   | 5   | –   | –   | –   | –   | –   | –   | –   | –   | –   | –   |
| 23                          | (16) Kenneth Bjerre         | 7    | –   | –   | –   | –   | 7   | –   | –   | –   | –   | –   | –   | –   |
| 24                          | (16) Krzysztof Kasprzak     | 6    | –   | –   | –   | –   | –   | –   | –   | 6   | –   | –   | –   | –   |
| 24                          | (20) Rohan Tungate          | 6    | –   | –   | –   | –   | –   | –   | –   | –   | –   | –   | –   | 6   |
| 26                          | (16) Kai Huckenbeck         | 4    | –   | –   | –   | –   | –   | –   | –   | –   | 4   | –   | –   | –   |
| 26                          | (17) Jacob Thorssell        | 4    | –   | –   | –   | –   | –   | –   | –   | –   | –   | 4   | –   | –   |
| 26                          | (17) Justin Sedgmen         | 4    | –   | –   | –   | –   | –   | –   | –   | –   | –   | –   | –   | 4   |
| 29                          | (16) Przemysław Pawlicki    | 3    | –   | 3   | –   | –   | –   | –   | –   | –   | –   | –   | –   | –   |
| 29                          | (19) Brady Kurtz            | 3    | –   | –   | –   | –   | –   | –   | –   | –   | –   | –   | –   | 3   |
| 29                          | (18) Davey Watt             | 3    | –   | –   | –   | –   | –   | –   | –   | –   | –   | –   | –   | 3   |
| 32                          | (18) Josh Bates             | 2    | –   | –   | –   | –   | –   | 2   | –   | –   | –   | –   | –   | –   |
| 32                          | (16) Craig Cook             | 2    | –   | –   | –   | –   | –   | 2   | –   | –   | –   | –   | –   | –   |
| 32                          | (16) Linus Sundström        | 2    | –   | –   | –   | –   | –   | –   | 2   | –   | –   | –   | –   | –   |
| 32                          | (16) Kim Nilsson            | 2    | –   | –   | –   | –   | –   | –   | –   | –   | –   | 2   | –   | –   |
| 32                          | (16) Sam Masters            | 2    | –   | –   | –   | –   | –   | –   | –   | –   | –   | –   | –   | 2   |
| 37                          | (16) Nick Škorja            | 1    | 1   | –   | –   | –   | –   | –   | –   | –   | –   | –   | –   | –   |
| 38                          | (17) Josef Franc            | 0    | –   | –   | –   | 0   | –   | –   | –   | –   | –   | –   | –   | –   |
| 38                          | (18) Matěj Kůs              | 0    | –   | –   | –   | 0   | –   | –   | –   | –   | –   | –   | –   | –   |
| 38                          | (17) Adam Ellis             | 0    | –   | –   | –   | –   | –   | 0   | –   | –   | –   | –   | –   | –   |
| 38                          | (17) Tobias Kroner          | 0    | –   | –   | –   | –   | –   | –   | –   | –   | 0   | –   | –   | –   |
| 38                          | (18) Filip Hjelmland        | 0    | –   | –   | –   | –   | –   | –   | –   | –   | –   | 0   | –   | –   |
| 38                          | (17) Bartosz Smektała       | 0    | –   | –   | –   | –   | –   | –   | –   | –   | –   | –   | 0   | –   |
| Zawodnicy niesklasyfikowani |                             |      |     |     |     |     |     |     |     |     |     |     |     |     |
|                             | (17) Matic Ivačič           | —    | ns  | –   | –   | –   | –   | –   | –   | –   | –   | –   | –   | –   |
|                             | (18) Denis Štojs            | —    | ns  | –   | –   | –   | –   | –   | –   | –   | –   | –   | –   | –   |
|                             | (17) Krystian Pieszczek     | —    | –   | ns  | –   | –   | –   | –   | –   | –   | –   | –   | –   | –   |
|                             | (17) Ķasts Puodžuks         | —    | –   | –   | ns  | –   | –   | –   | –   | –   | –   | –   | –   | –   |
|                             | (18) Jevgeņijs Kostigovs    | —    | –   | –   | ns  | –   | –   | –   | –   | –   | –   | –   | –   | –   |
|                             | (17) Andreas Lyager         | —    | –   | –   | –   | –   | ns  | –   | –   | –   | –   | –   | –   | –   |
|                             | (18) Frederik Jakobsen      | —    | –   | –   | –   | –   | ns  | –   | –   | –   | –   | –   | –   | –   |
|                             | (17) Kim Nilsson            | —    | –   | –   | –   | –   | –   | –   | ns  | –   | –   | –   | –   | –   |
|                             | (18) Joel Kling             | —    | –   | –   | –   | –   | –   | –   | ns  | –   | –   | –   | –   | –   |
|                             | (17) Kacper Woryna          | —    | –   | –   | –   | –   | –   | –   | –   | ns  | –   | –   | –   | –   |
|                             | (18) Oskar Polis            | —    | –   | –   | –   | –   | –   | –   | –   | ns  | –   | –   | –   | –   |
|                             | (18) Mathias Bartz          | —    | –   | –   | –   | –   | –   | –   | –   | –   | ns  | –   | –   | –   |
|                             | (18) Igor Kopeć-Sobczyński  | —    | –   | –   | –   | –   | –   | –   | –   | –   | –   | –   | ns  | –   |
| Rezerwa kwalifikowana       |                             |      |     |     |     |     |     |     |     |     |     |     |     |     |
|                             | (29) Andžejs Ļebedevs       | —    | –   | –   | –   | –   | –   | –   | –   | –   | –   | –   | –   | –   |
| Lp.                         | Zawodnik                    | Suma | SVN | PL1 | LAT | CZE | DNK | GBR | SWE | PL2 | DEU | STK | PL3 | AUS |